# Qafzehgrot
De Qafzehgrot (ook: Kafzeh of Qafzah, "afgrond") is een archeologische en paleoantropologische site aan de zuidelijke rand van Nazareth in Israël. Ze bevindt zich aan de Jebel Qafzeh in de oostelijke helling van de Wādi El-Haǧǧ (Hebreeuws:  Naḥal Mizra). De grot is voornamelijk bekend vanwege zijn fossielen van vroege anatomisch moderne mensen (Homo sapiens). Het bevatte afzettingen van het midden-paleolithische Moustérien en de overgang naar het laat-paleolithicum. 

## Onderzoeksgeschiedenis
De eerste opgravingen werden geleid door René Neuville, de kanselier op het Franse consulaat-generaal in Jeruzalem. Na de eerste proefgravingen in 1933 begon hij in 1934 samen met Moshe Stekelis, later hoogleraar Prehistorie aan de Hebreeuwse Universiteit van Jeruzalem, met systematische opgravingen ondersteund door het Institut de Paléontologie Humaine in Parijs en de Prins Albert van Monaco-stichting. In deze opgravingen werden de skeletten van vijf personen (fossielen nr. Q1-Q5) ontdekt in de Levallois-lagen, die naar het Institut de Paléontologie Humaine in Parijs werden gebracht.
Van 1965 tot 1979 leidde de Franse archeoloog Bernard Vandermeersch verdere opgravingen met de steun van het Centre national de la recherche scientifique. In 1965 werden verdere fragmenten van menselijke resten in de Mousteriénlaag gevonden, de fossielen nr. Q6-Q8. In 1967 werden de bijna complete skeletten van een volwassen vrouw (Q9) en een kind (Q10) ontdekt. In 1971 vond men de begrafenis van een adolescent in een put (Q11). Hij lag op zijn rug, met opgetrokken benen, zijn handen aan beide kanten van de nek. De onderzoekers duidden een gewei in de buurt van de handen als een grafgift.

## Stratigrafie
De laagsequentie werd gemarkeerd met de letters A-M. De bovenste lagen bevatten byzantijnse vloerresten en een muur. Oorspronkelijk zou de grot ook een altaar in de rotsen hebben bevat.
- Laag D: laatpaleolithicum
- Laag E (4 m dik): Moustérien. Bevat Levalloiskernen, schijfkernen, grote hoeveelheden langwerpige Moustérienpunten en schrabbers, evenals klingen, prismatische kernen en Châtelperronien-type klingen en Emireh-punten.
- Laag L: Moustérien met hominide-resten

## Datering
H. Valladas van het Laboratoire des faibles radioactivités in Gif-sur-Yvette voerde een thermoluminescentiedatering uit op verbrande vuursteen uit de Mousterién-lagen uitgevoerd. Deze gaven een leeftijd van 92.000 ± 5.000 BP (Valladas et al., 1988). Een elektronspinresonantie-datering gaf 130.000 tot 90.000 jaar BP.

## Menselijke resten

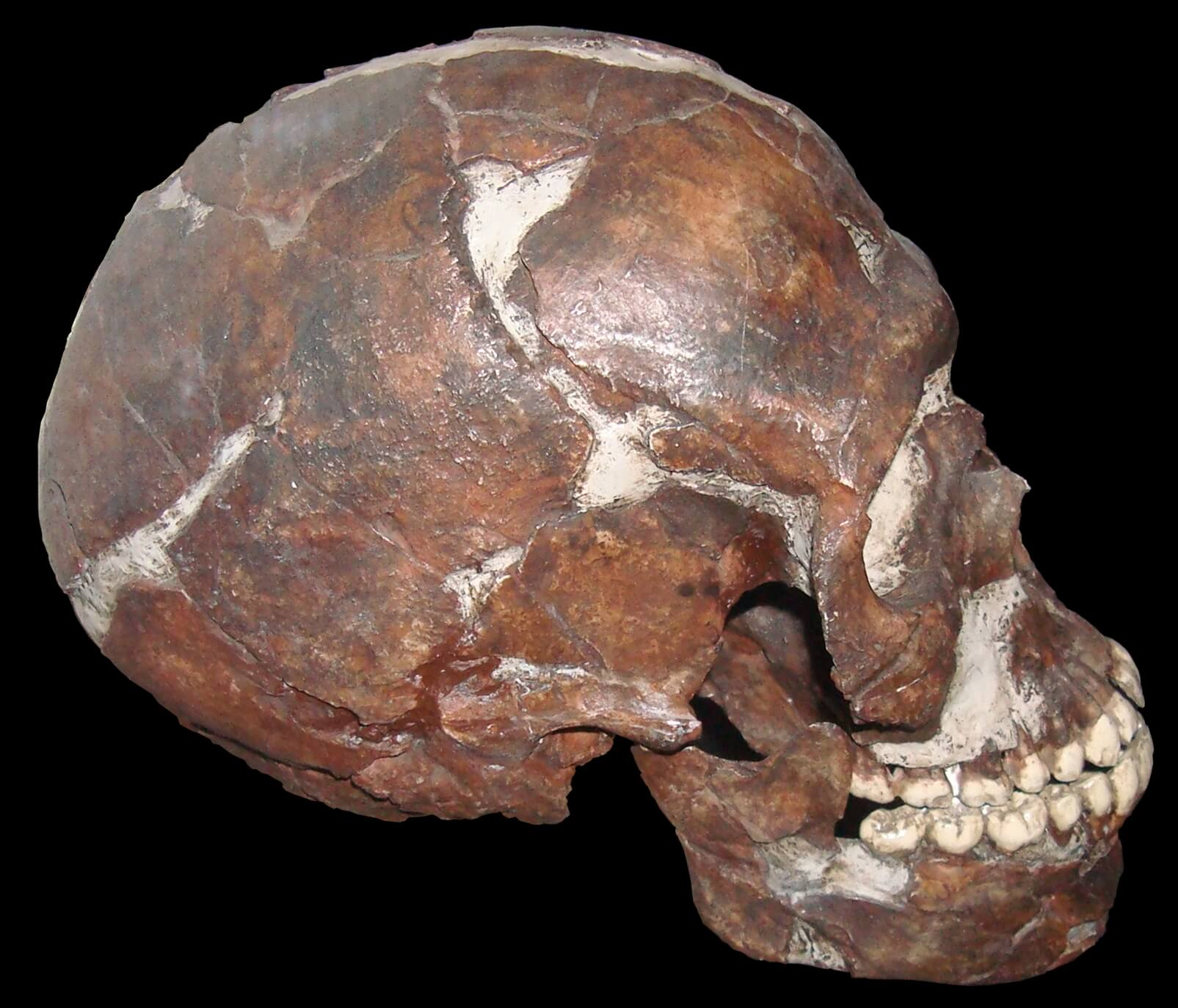
Qafzeh-9

Tot op heden werden de overblijfselen van ten minste 13 personen gevonden, samen met een Moustérien-industrie (Levallois-type): zeven volwassenen (nr. 3, 5, 6, 7, 8, 9, 25) en negen adolescenten (nr. 4, 10 , 11, 12, 13, 14, 15, 21, 22), evenals individuele botten en tanden. Individu 13 is een kind dat aan een hydrocefalie leed, de fossielen 1 en 2 komt uit het laatpaleolithicum, alle andere menselijke fossielen komen uit het middenpaleolithicum.
Vanwege hun leeftijd en enkele anatomische kenmerken namen enige onderzoekers aanvankelijk aan dat sommige individuen van gemengde neanderthaler en Homo sapiens-oorsprong zouden kunnen zijn. Theodore D. McCown en Arthur Keith (1939) benoemden de overblijfselen uit de Qafzehgrot en de Skhulgrot als Palaeoanthropus palestinus. Francis Clark Howell (1957) beschreef ze als "proto-cro-magnons". Andere onderzoekers interpreteerden de overblijfselen ook als anatomisch modern. In zijn proefschrift en bij hun publicatie in 1981 beschreef Bernard Vandermeersch de fossielen als lid van een uniforme bevolking en zonder twijfel tot de moderne mens behorend, waarbij hij tegelijkertijd opmerkte dat de schedelvondsten zeer vergelijkbaar waren met die van de Skhulgrot.

## Omgeving
De Moustérienlagen bevatten jachtresten van edelherten, damherten en oerossen, evenals de resten van zeeschelpen (Glycimeris insubrica), die van een afstand van ongeveer 40 km afkomstig waren. Sommige van deze schelpen tonen sporen van oker. De opvallende accumulatie van ongeveer 120.000-jaar oude mosselschelpen met waarschijnlijk op natuurlijke wijze door slakken veroorzaakte gaatjes werden oorspronkelijk geïnterpreteerd als een indicatie dat deze opzettelijk waren bedoeld voor "symbolische doeleinden", als sieraden in de vorm van kettingen. Verdere onderzoeken omvatten de microfauna. In de lagen van het laatpaleolithicum werden ook landslakken (Levantina) en riviermosselen (Unio) gevonden.